# رواية المطار
رواية المطار تمثل رواية المطار نوع من الأدب غير المعروف كثيراً بحبكته أو بدور الشخصيات النمطية بقدر ما هو معروف بالوظائف الاجتماعية التي يخدمها.
وعادةً ما تكون رواية المطار طويلة إلى حد ما ولكنها مروية بشكل سريع وتتظمن مواضيع المؤامرات أو المغامرات التي توجد بشكل نمطي في الكتب المستعارة التي تقدمها معارض الصحف في المطار.
وبالنظر إلى تسويق الرواية كعمل تجاري، تحتل روايات المطار مرتبة مشابهة لتلك المرتبة التي احتلتها سابقاُ مجلات بالب الخيالية – لب الخيال - ومواد قراءة أخرى تباع عادة في معارض الكتب والاكشاك للمسافرين.
وهذا لب الخيال هو مصدر واضح لهذا النوع من الأدب وكذلك الروايات التاريخية مترامية الاطراف كأعمال جيمس ميشينر وجيمس كلافيل تعتبر مصدر اخر. وتدعى هذه الروايات باللغة الفرنسية romance de gare - ” رومانس دي جاري "
وتعني روايات محطة القطار، مما يشير إلى أن الكتّاب في فرنسا كانوا على علم بهذا السوق المحتمل في تاريخ مبكر والمصطلح الهولندي – ستاتيونرومان- مؤرخ إلى حد ما ومستعار من اللغة الفرنسية.

## تلبية احتياجات القراءة للمسافرين
يجب بالضرورة أن تكون رواية المطار جذابة ظاهريا، في حين أن لا تكون عميقة بشكل خاص أو فلسفية أو على الأقل دون أن يكون هذا المحتوى ضرورياً لغرض التمتع بالكتاب فالقارئ ليس شخصًا بمفرده في مكان هادئ يتأمل أفكاراً عميقة أو يتذوق كتابة جيدة بل هو مزحوم ومكظوم بين الغرباء ويتلقى تشتيت من الملل ومذايقات السفر، وبالمثل فإن القارئ ليس في وضع يمّكنه من الرجوع إلى أعمال مرجعية كأوراق علمية أو الأعمال السابقة للمؤلف فيجب على كاتب رواية المطار تلبية احتياجات القرّاء في هذه الحالة هذه الأسواق المخصصة بالكتب ورقية الغلاف قد أدت إلى ظهور نوع جديد من الأدب وكان إدراك هذا الأمر بطيئاً وربما كانت اللحظة الحاسمة في تاريخ هذا النوع حدثت في عام 1968 عندما قام ارثر هايلي بنشر –المطار- The Airport وهي رواية مطار استخدمت صناعة الطيران التجارية لتأطير مغامرة تتحدث عن كارثة في المطار، ومن أعمال هايلي الأخرى مجموعة مسلسلات وحكايات
بحبكة معقدة من الزنا والمكائد وتضم شخصيات العمل باستخدام عدد من المهن وصناعات أخرى كخلفيات، وهذه الروايات مثلّت نوع ناشئ من الأدب (على سبيل المثال: رواية التشخيص النهائي (المستشفيات) ورواية الفندق (الفنادق) ورواية العجلات (صناعة السيارات) وايضاً رواية صرافو النقود (الخدمات المصرفية).

## الشكل
تكون روايات المطار دائما كتب ورقية الغلاف ذات نسق صغير ولكنه كثيف وغالبًا ما تطبع هذه الكتب على ورق الصحف الرخيصة.
```
وغالبًا ايضاً ما تُطبع عناوينها بتصميم ذا لون ذهبي أو فضي أو قرمزي اخاذ حيث تبدأ في كثير من الأحيان بالحلّ والالتصاق باصابع القارئ بسرعة كبيرة وهذه لا تعتبر مشكلة لغرضهم المقصود فهي مصنوعة ليتم شرائها باندفاعية وغالباً ما يرميها القرّاء بعد الانتهاء منها. 
```

وتكون روايات المطار في العادة كتب طويلة نوعاً ما، فهي ذلك الكتاب الذي يستطيع القارئ أن ينهيه قبل أن ينهي رحلته ويعتبر ذلك غير مرضٍ، وبسبب هذا الطول يجذب هذا النوع من الأدب مؤلفين ذو إنتاج غزير الذين يستخدمون انتاجهم كنوع من العلامة التجارية فكل مؤلف معروف بنوع معين من القصة وينتج بدوره العديد من الاختلافات من نفس الشيء وفي العادة تكون أسماء الكتّاب المعروفة جيداً مكتوبة بخط أكبر من العنوان على الغلاف الخاص بروايات المطار وغالباً في رسالة منقوشة.

## المواضيع
```
تقع روايات المطار عادةً في عدد من الأنواع الخيالية الأخرى، بما في ذلك:
```

- خيال الجرائم
- خيال التحقيق
- الرومانسية التاريخية
- خيال التجسس
- الرعب

اياً كان النوع يجب أن تكون الكتب سريعة الخطى وسهلة للقراءة، يعتبر الوصف -رواية المطار- احتقاري إلى حد ما، فهذا يعني أن للكتاب قيمة لا تدوم طويلاً ومفيد بشكل رئيسي كوسيلة غير مكلفة للترفيه أثناء السفر فقط، وتتناقض احياناً روايات المطار مع الروايات الأدبية بحيث أن الرواية ذات الطموح الادبية ستتحطم من قبل العلامة.

## كتّاب روايات المطار
الكتّاب الذين تم وصف كتبهم كروايات مطارات تشمل:
- جيفري آرتشر
- ديفيد بالداشي
- بيتر بنشلي
- دان براون
- لي تشايلد
- سوزان كولنز
- مايكل كريشتون
- توم كلانسي
- كلايف كوزلير
- ايان فليمينغ
- فينس فلين
- فريدريك فورسيث
- جون جريشام
- آرثر هيلي
- توماس هاريس
- أي. ال. جايمس
- ستيفين كينج
- ستيج لارسون
- روبرت لودلوم
- آندي ماكناب
- ستيفني ماير
- جايمس باترسون
- جودي بيكولت
- ماثيو رايلي
- كريس ريان
- نيكولاس سباركس
- دانييل ستيل
- جيرار دي فيليرز

## في الثقافة الشعبية
تضمّن مسلسل الرسوم الكرتونية المتحركة التلفازي The Simpsons نكته في حلقة The Joy Of Sect التي فيها مكتبة مطار 

```
تدعى «كريتشون وكينج فقط», حيث تسأل شخصية هانز «هل يوجد أي عمل من أعمال روبرت لودلوم؟» فيتم اخباره أن يخرج على الفور من قبل الموظف.
```